# Ernesto Belis
Ernesto Antonio Belis (Argentina, 1 de febrero de 1909 - ?) fue un futbolista argentino. Jugaba de defensa por la izquierda y su primer equipo fue el Club Atlético Excursionistas de la Primera División de Argentina. 

## Trayectoria
Comenzó su carrera futbolística en el Club Atlético Excursionistas del barrio de Belgrano (Buenos Aires) en 1927, donde jugó hasta 1930. Continuó su carrera en el Platense de Vicente López, donde se desempeñó profesionalmente entre 1931 y 1932, jugando 14 partidos y marcando 2 goles.
En 1934 jugó en Defensores de Belgrano. El año siguiente, 1935, y a raíz de la reestructuración que afectó al fútbol argentino, Defensores pasó a militar en la Segunda División de Argentina, categoría en la cual Belis continuó su carrera hasta 1938. Entre 1939 y 1940 Belis jugó de nuevo en Excursionistas, contabilizando un total de 109 partidos y convirtiendo 14 goles. En 1944 volvió a Defensores, equipo en el que jugó 53 partidos y marcó 9 goles.

## Selección nacional
Fue internacional con la Selección de fútbol de Argentina, siendo convocado por Filippo Pascucci para disputar la Copa Mundial de Fútbol de 1934 disputada en Italia, donde especialmente pasa a la historia por haber anotado el primer gol de dicho mundial.

### Participaciones en Copas del Mundo
| Mundial                        | Sede   | Resultado   | Partidos | Goles |
| ------------------------------ | ------ | ----------- | -------- | ----- |
| Copa Mundial de Fútbol de 1934 | Italia | 8° de final | 1        | 1     |

- Datos: Q2703796